# نيلجون بلجون
نيلجون بلجون (بالتركية: Nilgün Belgün)‏ (ولدت في 18 مارس عام 1953 في مدينة إسطنبول)؛ ممثلة مسرحية، وسينمائية وتلفزيونية تركية.

## عنها
أنهت نيلجون بلجون تعليمها الثانوي بمدرسة شيشيلي الخاصة الثانوية ثم التحقت بقسم المسرح والغناء في المعهد الموسيقي ببلدية إسطنبول. وقد بدأت نيلجون بلجون حياتها الفنية في عام 1973. حقتت نيلجون بلجون أول تجربة لها في مسرح ديفيكوشو كباريه وذلك لأول مرة. ثم بعد ذلك عملت في العديد من الفرق والمسارح مثل مسرح علي بويراز أوغلو، ومسرح ليفينت كيرجا، ومسرح دورمان ومسرح إسطنبول. ومثلت نيلجون بلجون في العديد من الأفلام السينمائية والمسلسلات التلفزيونية المختلفة. وفي عام 1990 أشُتهرت نيلجون بلجون لدى جمهور كبير وذلك في وقت قصير عن دورها «جولبمبا» وذلك في إحتفال فيلم داربوكاتور حيث أنها قد مثلت في فيلم «ليلة أخرى». جسدت نيلجون بلجون مختلف القوالب النمطية في مختلف المسرحيات الهزلية في برامج الترفيه التلفزيونية مثل «وهكذا يريد الترفيه والموسيقى» و«زهرة الربيع المسائية». وكتبت نيلجون بلجون كتابين وذلك بالإضافة إلى حياتها الفنية كما أنها شاركت في الأنشطة الإجتماعية. وأجرت نيلجون بلجون أعمالاً في حملة توعية المرأة في كل أنحاء تركيا وذلك في جمعية سن اليأس عند المرأة وهشاشة العظام التركية. وشاركت نيلجون بلجون أيضاً في الأعمال الصحية التي دامت لمدة عامين كما أنها تتعلق بمرض باركنسون. وقدمت نيلجون بلجون أولاً برنامجاً على شاشة قناة ستار تي في ثم قدمت برنامجاً على شاشة القناة الثامنة. وحينما بلغت نيلجون بلجون التاسعة عشر من عمرها تزوجت بعبد الله شاهين الممثل المسرحي والكوميدي وأنجبت منه طفلة باسم أويلوم شاهين. وتزوجت نيلجون بلجون مرة أخرى بإلهان جنجر وأنجبت منه طفلة بإسم مرفت جنجر. وتزوجت نيلجون بلجون للمرة الثالثة بأتيلا دميرجي أوغلو.

## الأعمال

### مؤلفات
- امرأة في داخلي، دار نشر فيليكا
- امرأة ما رجل ما، دار نشر فيليكا (سوياً مع جنكيز أوزاكينجي)
- الحياة..... أنت لديَ، دار نشر وإنتاج دوغان إيجمونت (جوليناي بوراكتشي)

## فيلموغرافيا

### التلفزيون والسينما
- محطة السنط – عام 2011 – عام 2012
- زهرة اللؤلؤ – عام 2011
- عدد 10 مع بيتيك دينتشوزلا – عام 2010
- عائلة مختلطة – عام 2010
- أمي ملاك – عام 2008
- محطة السنط – عام 2009 – عام 2011
- فيما بعد المطر – عام 2008
- الصينيون قادمون – عام 2006
- نصف كاذب – عام 2006
- القلادة الزرقاء – عام 2004
- ثلاث أنواع – عام 2004
- عيد الحب – عام 2004
- العريس الأجنبي – عام 2004
- الأب \ الكرسي – عام 2003
- نما وصغر – عام 2003
- أين الشيطان في ذلك – عام 2002
- الضحك – عام 2001
- ورد الخريف – عام 2001
- إتمنى لي حظاً جيداً – عام 2001
- ضحك العريس – عام 2000
- الخريف على جزيرة – عام 2000
- عهد البوم – عام 2000
- نادي المرأة – عام 1999
- نحن على إتصال بالحيوانات – عام 1997
- تاكسي الزهور 0 عام 1995
- حارتنا – عام 1993
- الشقي – 1988
- شارع عربد – 1993
- كوشا كابماجا – عام 1996

### المسرح
- إثنين في واحد: راي كوني – مسرح دورمان – عام 1985
- عطلة نهاية الأسبوع المجنون
- قصة شتاء
- رأسا على عقب
- لقب هرب القس
- ملحمة كيشكانلي علي
- ماتريوشكا
- طُلق المجانين
- في حالة من الفوضى
- سبعة غلاديو
- في يوماً جميلاً وفي يوماً سيئاً
- وداعاً إسطنبول
- الحب والكوميديا مع نيلجون بلجون

## الجوائز
- جائزة أفضل ممثلة كوميدية تلفزيونية بالعام عن صحيفة ميليت – عام 1993
- الجائزة الثامنة لأفضل ممثلة كوميدية بالعام عن دورها في «رأس على عقب»، مسرح إسطنبول – عام 2006
- أفضل ممثلة مسرحية بجائزة النبات الذهبي للفنون التشكيلية بمدرسة الفنون الجميلة الثانوية بكاديكوي – عام 2006

## وصلات خارجية
- نيلجون بلجون على موقع IMDb (الإنجليزية)
- نيلجون بلجون على موقع قاعدة بيانات الفيلم (الإنجليزية)